# Stadion Rajka Mitića
Stadion Rajka Mitića (srbsko Стадион Рајко Митић/Stadion Rajko Mitić) tudi stadion Crvene zvezde, vzdevek "Beograjska Marakana" je večnamenski stadion v Beogradu, Srbija. Stadion ima kapaciteto 55538 sedežev, rekordno število obiskovalcev so dosegli aprila 1975 in sicer 110 tisoč. 
Stadion Rajka Mitića je domači stadion ekipe Crvena zvezda (rdeča zvezda).